# Konta (zone)
Pour les articles homonymes, voir Konta et Éla.
Konta, anciennement Ela puis woreda spécial Konta, est une zone administrative de la région Éthiopie du Sud-Ouest.
Konta a 90 846 habitants au recensement de 2007.
Son centre administratif est Ameya.

## Géographie
Située entre les zones Keffa et Dawro de la région Éthiopie du Sud-Ouest, la zone Konta est limitrophe de la zone Jimma de la région Oromia et des zones Debub Omo et Gofa de la région Éthiopie du Sud.
Elle est bordée par l'Omo au sud et arrosée par plusieurs de ses affluents, notamment :
- la rivière Gojeb qui traverse le nord de la zone à proximité de la région Oromia,
- la rivière Zigina (en) qui la sépare de la zone Dawro à l'est,
- la rivière Denchya qui la sépare de la zone Keffa au sud-ouest.

| Menjiwo    | Dedo     | Tocha    |
| Telo Cheta | Konta    | Isara    |
| Decha      | Selamago | Melekoza |

Les principales agglomérations sont Ameya et Chida situées dans le nord de la zone à environ 1 600 m d'altitude,.
Ameya ou Amaya se trouve 87 km au sud-est de la capitale régionale Bonga et 455 km au sud-ouest d'Addis-Abeba.
Chida, qui peut aussi s'appeler Chda Idge ou Choda Ediget, est à la bifurcation des routes vers Jimma et Sodo, une vingtaine de kilomètres au nord-est d'Ameya.

## Histoire
Konta s'appelle « Ela » au moins jusqu'en 1994. Le woreda Konta porte ensuite le nom de sa principale population, les Kontas (en).
Au cours du XXe siècle, Ela fait partie de l'awraja Kulo Konta dans la province du Kaffa dissoute en 1995.
À la fin du XXe siècle, Konta est un simple woreda de la zone Semien Omo dans la région des nations, nationalités et peuples du Sud. Il acquiert le statut de woreda spécial à la dissolution de cette zone en 2000, ce nouveau statut le rattache directement à la région.
Depuis le référendum de 2021 sur la création d'une région d'Éthiopie du Sud-Ouest, et sa séparation effective le 23 novembre 2021, Konta se rattache à la région Éthiopie du Sud-Ouest.
Konta conserve son statut de woreda spécial dans la nouvelle région avant d'obtenir  le statut de zone qui lui permet de se subdiviser en plusieurs woredas[réf. à confirmer].

## Démographie
Konta — qui s'appelle à l'époque « Ela » — a 52 321 habitants au recensement de 1994.
Au recensement de 2007, le woreda spécial compte 90 846 habitants et 9 % de sa population est urbaine.
La plupart des habitants (83 %) ont pour langue maternelle le konta (une variété du gamo-gofa-dawro), 4 % le kafa, 4 % le chara (en), près de 4 % le wolaytta, 1 % l'amharique, 1 % le hadiyya et 1 % le bacha.
Près de la moitié des habitants (49 %) sont protestants, 44 % sont orthodoxes et près de 5 % sont de religions traditionnelles africaines.
La population urbaine se compose de 4 830 habitants à Ameya et 3 427 habitants à Chida.
En 2022, la population est estimée sur le même périmètre à 129 665 personnes avec une densité de population de 54 personnes par km2 et 2 382 km2 de superficie,.